# بيتر وليامز (محامي)
بيتر وليامز (بالإنجليزية: Peter Williams)‏ هو محامي نيوزيلندي، ولد في 1 ديسمبر 1934 في Ohakune ‏ في نيوزيلندا، وتوفي في 9 يونيو 2015 في Ponsonby, New Zealand ‏ في نيوزيلندا بسبب سرطان البروستاتا.